# Крістін Ґор
Крістін Карлсон Ґор (англ. Kristin gore; 5 червня 1977, Картедж, Теннесі) — американська письменниця та сценаристка. Друга донька колишнього віце-президента США Ела Ґора і адвокатки Тіппер Ґор (уроджена Ейчесон), а також сестра Каренни Ґор, Сари Ґор Майані та Альберта Ґора III.

## Раннє життя
Крістін Ґор народилася 1977 року в Картеджі у штаті Теннессі в родині колишнього віце-президента США Ела Ґора та його дружини Тіппер Ґор. Сестра Каренни і Сара та Альберта III. Ґор виросла у Вашингтоні, округ Колумбія. Закінчила Національну кафедральну школу в 1995 році та Гарвардський університет у 1999 році. Перебуваючи в Гарварді, працювала редактором The Harvard Lampoon і до свого старшого курсу була єдиною жінкою в її літературній раді.

## Кар'єра
Крістін Ґор опублікувала три романи: Sammy's Hill (2004), Sammy's House (2007) і Sweet Jiminy (2011). Вона була співавтором сценарію фільму «Випадкове кохання» 2015 року та документального фільму «Ведмедик на півночі» 2007 року. Вона також була сценаристом анімаційного ситкому «Футурама» та довготривалого комедійного скетч-серіалу «Суботнього вечора в прямому ефірі».
У 1999 році Ґор заспівала бек-вокал у камеді-синглі Діви Заппа під назвою «When The Bell Drops» про «полювання Заппи на когось, з ким можна було б погуляти на Millennium». Тіппер Гор грала на барабанах під час запису.
У 2013 році вона працювала над фільмом Спайка Джонса «Вона». Крістін Ґор написала сценарій під назвою Racing Dreams, режисером якого є Ленс Акорд.

## Особисте життя
У 2005 році Крістін Ґор вийшла заміж за Пола Кьюсака, колишнього окружного директора колишнього представника штату Массачусетс у США Марті Міхана. Пара розлучилася в 2009 році. З 2016 року Ґор одружена з музикантом Даміаном Кулашем. У них народилося двоє дітей.